# Caro (theatershow)
Caro is een Nederlandse theatershow ontwikkeld door de Efteling. Het combineert onder meer acteren, dans, acrobatiek en zang. Er wordt amper gesproken in de voorstelling en het verhaal wordt vooral verteld middels uitbeelden en zang. 

## Verhaal
Meneer Tijd stopt een aantal namen van mensen uit het publiek in bingoballen in een vogelkooi. Uiteindelijk wordt Oscar gekozen. Meneer Tijd toont hem een album, waar toevallig foto's uit het leven van Oscar in staan.
Dan wordt het verhaal van Oscar verteld. Als jongetje leert hij Eva kennen en maakt hij veel plezier. Dan verschijnt er een spiegel en in de spiegel zien Oscar en Eva zichzelf als pubers. Dan gaat het verhaal verder als pubers. Oscar gaat een wereldreis maken en laat Eva achter. Als Oscar ergens in het Midden-Oosten strandt wordt hij verleid door de buikdanseressen. Als hij via Meneer en Mevrouw tijd post krijgt van Eva realiseert hij dat hij haar toch wel mist en reist terug naar Eva. Dan gaan we over naar Oscar en Eva als jonge volwassenen die gaan trouwen en een baby krijgen, genaamd Kate. Als Kate opgroeit wordt Eva ziek en overlijdt ze. Oscar moet Kate alleen opvoeden. Uiteindelijk krijgt Kate zelf ook een kind, een zoon die veel op Oscar lijkt.

## Rolverdeling Première
| Acteur                  | Personage                  |
| ----------------------- | -------------------------- |
| Marcel Visscher         | Meneer Tijd                |
| Talita Angwarmasse      | Mevrouw Tijd               |
| Ton Peeters             | Oscar                      |
| meerdere kinderen       | jonge Oscar                |
| meerdere kinderen       | jonge Eva                  |
| Sem Bach                | Oscar als puber / Ensemble |
| Lindi Akkerman          | Ensemble                   |
| Rowan van den Boomen    | Ensemble                   |
| Genevieve van der Does  | Ensemble                   |
| Marlies van Gelooven    | Ensemble                   |
| Rosalie van der Hoeven  | Ensemble                   |
| Laurie van Iersel       | Ensemble                   |
| Tydo Korver             | Ensemble                   |
| Bridget Looijmans       | Ensemble                   |
| Cailin van Loon         | Ensemble                   |
| Jeffrey Stuut           | Ensemble                   |
| Anna de Visser          | Ensemble                   |
| Elke Van Wanghe         | Ensemble                   |
| Matthijs van Werkhooven | Ensemble                   |
| Femke Zonneveld         | Ensemble                   |

## Rolverdeling 2024
| Personage    | Acteurs (in wisselende samenstelling) |
| ------------ | --- |
| Meneer Tijd  | Ivo Chundro, Ara Halici, Gerben Grimmius, Marcel Visscher, Robert Lissone |
| Mevrouw Tijd | Laurie Reijs, Lisanne Streukens, Myrthe Boerebach, Talita Angwarmasse, Marleen de Vries, Julia Berendse |
| Oscar        | Ton Peeters, Ton Coppens, Ara Halici |
| Acrobatiek   | Mihaly Hernáda & Dominika Heizer |
| Ensemble     | Mitch Essers, Robert Lissone, Kay Heijnen, Matthijs van Werkhoven, Nick Sebrechts, Marianna van Beek, Laurie van Iersel, Marleen de Vries, Dewy Vlaardingerbroek, Monique de Groot, Femke Zonneveld, Genevieve van der Does, Anna de Visser, Kyra van der Zalm, Sem Bach, Lindi Akkerman, Luc Serrarens, Thibault van der Does, Rosalie van der Hoeven, Fiene Heijmans, Anne Fleur van der Hoeven, Annefloor Imhoff, Iris Lagraauw, Manon Hinnekens en Jorien Dercksen |

## Creatief team
| Naam             | Functie                                   |
| ---------------- | ----------------------------------------- |
| Stanley Burleson | regisseur / choreograaf / scriptschrijver |
| Allard Blom      | scriptschrijver                           |
| René Merkelbach  | componist                                 |
| Ivo Chundro      | regie-assistent / choreograaf             |
| Marley Eltz      | acrobatiek                                |
| Vincent Michels  | acrobatiek                                |